# Giovanni Battista Codronchi
Giovanni Battista Codronchi est un médecin italien de la Renaissance.

## Œuvres

Giovanni Battista Codronchi, De morbis veneficis ac veneficiis, Milan, 1618

- De Christiana ac tuta medendi Ratione libri duo, varia doctrina referti, cum Tractatu de baccis orientalibus et antimonio, Ferrare, 1591, in-4° ; Bologne, 1629, in-4°.
- De Morbis veneficis ac veneficiis libri quatuor, in quibus non solum certis rationibus veneficia dari demonstratur, sed eorum species, causæ, signa el effectus nova methodo aperiuntur, etc., Venise, 1595, in-8° ; Milan, 1618, in-8°. L’auteur ne s’est pas élevé au-dessus des préjugés de son siècle ; il croit fermement à la puissance des maléfices. Après avoir fait une longue énumération des maladies qui en dépendent, il indique les moyens de les prévenir et de les guérir.
- De Vitiis vocis libri duo, in quibus non solum vocis definitio traditur et explicatur, sed illius differentiæ, instrumenta et causæ aperiuntur ; ultimo de vocis conservatione, præservatione, ac vitiorum ejus curatione tractatus; opus ad utilitatem concionatorum præcipue editum : cui accedit consilium de raucedine, ac methodus testificandi in quibusvis casibus medicis oblatis ; in qua nonnullæ difficillimæ ac pulcherrimæ quæstiones explicantur, et formulæ quædam testationum proponuntur ; opusculum non modo neotericis medicis, sed et jurisperitis ac judicibus plurimum ex usu, Francfort, 1597, in-8°. Cet écrit est composé de deux parties très-distinctes, importantes l’une et l’autre, mais dont la seconde mérite surtout d’être signalée d’une manière spéciale. C’est le premier traité ex professo qui ait jamais été publié sur la médecine légale en général, et particulièrement sur l’art de faire les rapports. Les décisions de Codronchi ne sont pas sans doute constamment dictées par une saine logique ; il suit trop servilement les préceptes d’Aristote, et donne des preuves nombreuses de cette crédulité aveugle qu’il blâme dans les autres. Quoi qu’il en soit, il faut lui savoir gré d’avoir fait le premier pas dans une carrière que depuis ont si glorieusement parcourue ses compatriotes Fortunato Fedele, Paul Zacchias et Giuseppe Tortosa.
- De Morbis qui Imolæ et alibi communiter hoc anno 1602 vagati sunt Commentariolum, in quo potissimum de lumbricis tractatur, et de morbo novo, prolapsu scilicet mucronatæ cartilaginis Libellus, Bologne, 1603, in-4°. Codronchi est un des premiers qui se soient occupés de tracer des éphémérides médicales ; et personne avant lui n’avait exactement décrit le renversement, la luxation du cartilage xiphoïde.
- De Rabie, hydrophobia communiter dicta, libri duo ; de Sale absynthii Libellus ; de Iis qui aqua immerguntur Opusculum, et de elleboro Commentarius, Francfort, 1610, in-8°. L’auteur traite encore ici en détail des sujets qui n’avaient été qu’ébauchés avant lui.
- De Annis climactericis, necnon de ratione vitandi eorum pericula, itemque de modis vitam producendi Commentarius, Bologne, 1620, in-8° ; Cologne, 1623, in-8°. Quoique la doctrine des années climatériques soit aujourd’hui regardée comme illusoire par tous les hommes instruits, l’ouvrage de Codronchi n’est pas devenu absolument inutile ; on y trouve quelques bons préceptes d’hygiène et un grand érudition.